# Emily Langberg
Emily Langberg (* 8. April 1851 in Christiania; † 22. August 1935 ebenda) war eine norwegische Malerin.

## Leben
Emily Langberg war die Tochter des norwegischen Physikers und Hochschullehrers Lorentz Christian Langberg (1810–1857) und dessen Ehefrau Andrea Margrethe (geborene Heyerdahl, 1826–1862). 1889 wurde sie Schülerin von Carl Oesterley junior in Hamburg, 1891 Schülerin von Erik Werenskiold, Eilif Peterssen und Harriet Backer in Christiania, 1893/95 von Delécluze in Paris. Sie malte sowohl Landschaften als auch Interieurs und Stillleben in Öl und als Aquarelle. Auf Ausstellungen war sie ab 1892 vertreten.
Mit ihrer Hamburger Malerfreundin Marie Woermann zusammen unternahm sie ausgedehnte Studienreisen. Die Freundinnen reisten unter anderem nach Norwegen, Algier, Spanien, Ägypten, Syrien und Griechenland.
Sie war die ältere Schwester von Louise Holm (geb. Langberg, 1853–1926), verheiratet mit dem norwegischen Pastor und Autor Oluf Andreas Holm (1843–1933), und der norwegischen Malerin Juliane Fredrikke Langberg (1856–1930).

## Ausstellungen (Auswahl)
- seit 1892 regelmäßig auf den Landesausstellungen in Christiania
- 1896: Internationalen Ausstellung in Hamburg
- 1897: Kunstausstellung in Bergen
- 1909: Einzelausstellung im Kunstverein Christiania